# Viedma
Viedma je glavno mesto argentinske province Rio Negro. Stoji ob desnem bregu reke Rio Negro nasproti mesta Carmen de Patagones približno 30 km pred njenim izlivom v Atlantski ocean. Po oceni za leto 2020 ima približno 80.000 prebivalcev.
Naselje je nastalo 22. aprila 1779 kot vojaška postojanka Nuestra Señora del Carmen, ki jo je ustanovil raziskovalec Francisco de Viedma, prva evropska naselbina v Patagoniji. Kasneje je postala glavno mesto vsega patagonskega ozemlja, ob teritorialni reorganizaciji države konec 19. stoletja pa glavno mesto province Rio Negro.